# Phytobia ruandensis
Phytobia ruandensis este o specie de muște din genul Phytobia, familia Agromyzidae, descrisă de Spencer în anul 1959.
Este endemică în Rwanda. Conform Catalogue of Life specia Phytobia ruandensis nu are subspecii cunoscute.